# SS in Uruguay
Pistes de Rock Around the Bunker
Rock Around the Bunker
SS in Uruguay est une chanson écrite, composée et interprétée par Serge Gainsbourg. Elle paraît sur l'album Rock Around the Bunker traitant le thème de l'Allemagne nazie.
La chanson ironise sur les membres de la Schutzstaffel (SS) ayant trouvé refuge en Amérique latine après la Seconde Guerre mondiale. L'accent espagnol est pris à titre de dérision (« Il y a des couillones / Qui parlent d'extraditione »).
Dans sa chanson, Gainsbourg dénonce ainsi les SS partis se réfugier en Amérique Latine, souvent cachés derrière des nouveaux prénoms, essayant de se faire oublier. Parlant de leurs fuites comme des vacances , totalement détachés de leurs crimes commis « Sous un chapeau de paille, je siffle un jus de papaye», «Mais je crains des représailles » , pouvant faire ainsi référence au procès de Nuremberg.
La chanson a été reprise, notamment par Julien Doré sur son album Ersatz en 2008.